# Phrudocentra centrifugaria
Phrudocentra centrifugaria är en fjärilsart som beskrevs av Herrich-Schäffer. Phrudocentra centrifugaria ingår i släktet Phrudocentra och familjen mätare. Inga underarter finns listade i Catalogue of Life.